# Melanie Hasler
Melanie Hasler (18 maggio 1998) è una bobbista svizzera.

## Biografia
Ex pallavolista e giocatrice di beach volley, passò al bob nel 2017, scoperta dall'allora capo-allenatore della nazionale svizzera Christoph Langen il quale, valutando un test effettuato su alcune atlete per la misurazione della forza delle gambe e visti gli ottimi risultati, notò in lei la propensione per la disciplina bobbistica e da allora Melanie intraprese la carriera di pilota.
Debuttò in Coppa Europa a novembre del 2017 e in questa competizione si classificò al terzo posto in classifica generale al termine dell'annata 2019/20. Si mise in luce nelle categorie giovanili conquistando la medaglia di bronzo nel bob a due ai mondiali juniores di Sankt Moritz 2021. Agli europei juniores ha vinto invece la medaglia di bronzo nella categoria under 23 nell'edizione di Innsbruck 2020, sempre nel bob a due.

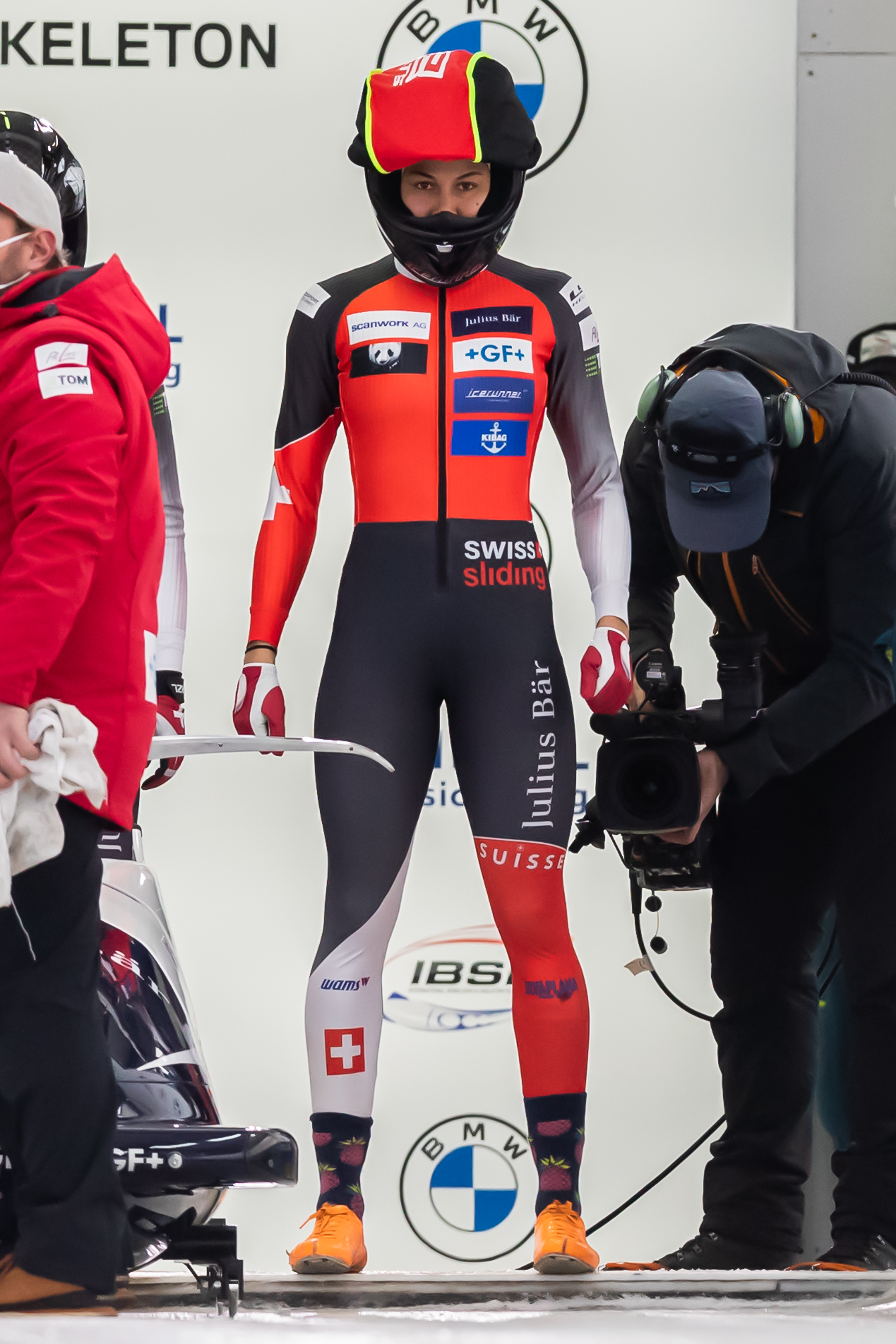
Melanie Hasler ai campionati mondiali di Altenberg 2021

Esordì in Coppa del Mondo al termine della stagione 2019/20, il 14 febbraio 2020 a Sigulda, dove fu dodicesima nel bob a due, e colse il suo il primo podio il 17 gennaio 2021 a Sankt Moritz, nella sesta tappa dell'annata 2020/21, terminando la gara di bob a due al terzo posto in coppia con Irina Strebel. In classifica generale detiene quale miglior piazzamento il sesto posto raggiunto al termine del 2020/21. Nel circuito delle World Series di monobob femminile andò per la prima volta a podio il 20 febbraio 2021 a Schönau am Königssee, vincendo l'ultima gara della stagione 2020/21 e concludendo l'annata al quinto posto in classifica generale.

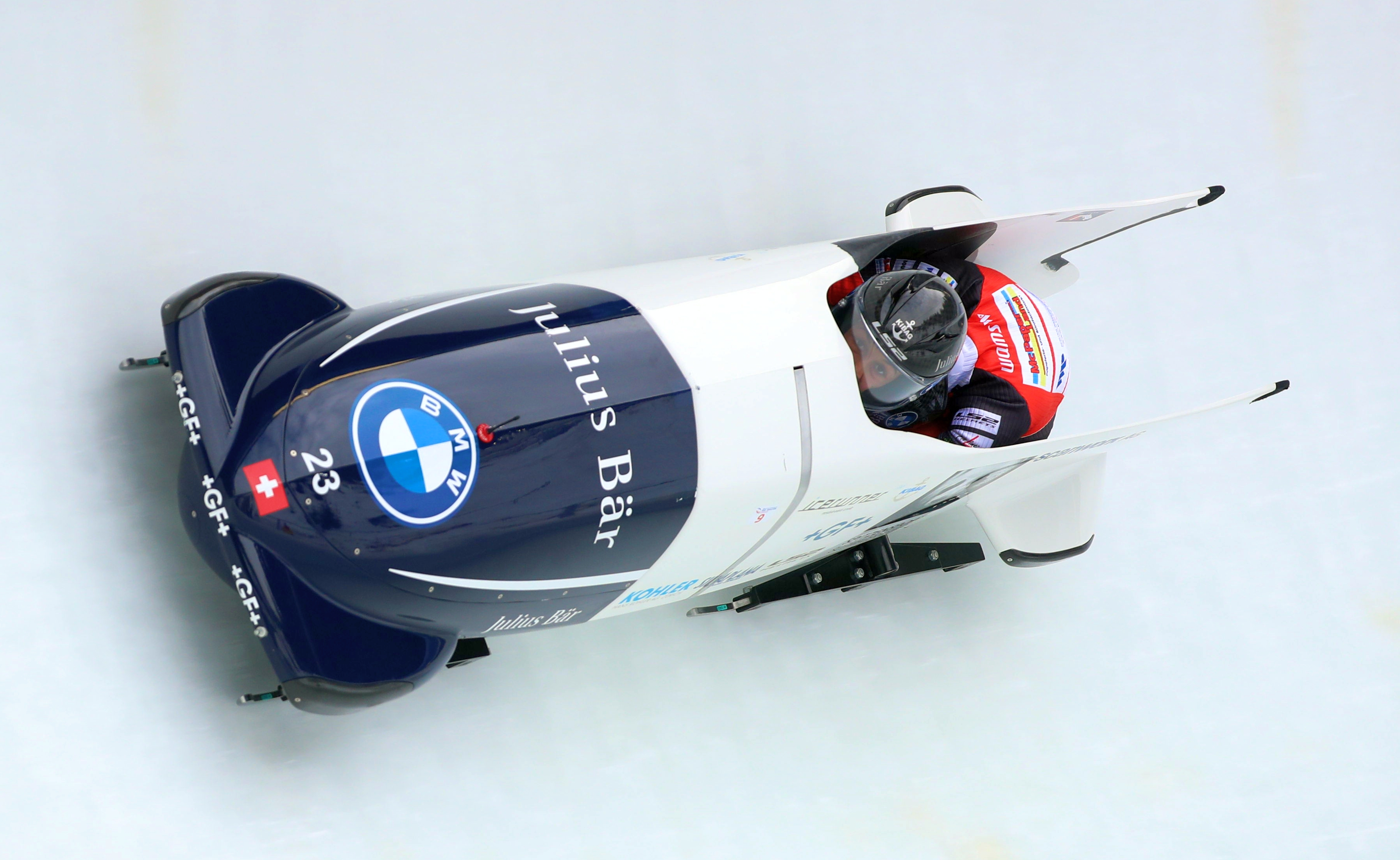
Melanie Hasler alla guida del bob a due ai campionati mondiali di Altenberg 2021

Prese parte a due edizioni dei campionati mondiali; nel dettaglio i suoi risultati nelle prove iridate sono stati, nel monobob: decima ad Altenberg 2021; nel bob a due: quindicesima ad Altenberg 2020 e quattordicesima ad Altenberg 2021. 
Agli europei ha totalizzato quale miglior risultato nel bob a due il secondo posto, raggiunto nella rassegna di Altenberg 2023.
Ha inoltre vinto il titolo nazionale 2021 sia nel bob a due che nel monobob.

## Palmarès

### Europei
- 1 medaglia:
  - 1 bronzo (bob a due ad Altenberg 2023).

### Mondiali juniores
- 1 medaglia:
  - 1 bronzo (bob a due a Sankt Moritz 2021).

### Europei juniores under 23
- 1 medaglia:
  - 1 bronzo (bob a due a Innsbruck 2020).

### Coppa del Mondo
- Miglior piazzamento in classifica generale nel monobob: 5ª nel 2022/23.
- Miglior piazzamento in classifica generale nel bob a due: 4ª nel 2022/23.
- Miglior piazzamento in classifica generale nella combinata: 5ª nel 2022/23.
- 4 podi (tutti nel bob a due):
  - 1 secondo posto;
  - 3 terzi posti.

### World Series di monobob femminile
- Miglior piazzamento in classifica generale: 5ª nel 2020/21.
- 1 podio:
  - 1 vittoria.

#### World Series di monobob femminile - vittorie
| Data             | Luogo                | Paese    |
| ---------------- | -------------------- | -------- |
| 20 febbraio 2021 | Schönau am Königssee | Germania |

### Coppa Europa
- Miglior piazzamento in classifica generale nel bob a due: 3ª nel 2019/20.
- 1 podio (nel bob a due):
  - 1 secondo posto.

### Campionati svizzeri
- 2 medaglie:
  - 2 ori (monobob, bob a due a Sankt Moritz 2021[2][3]).